# Grönländische Fußballmeisterschaft 1986
Die Grönländische Fußballmeisterschaft 1986 war die 24. Spielzeit der Grönländischen Fußballmeisterschaft.
Meister wurde zum vierten Mal insgesamt und zum zweiten Mal in Folge NÛK.

## Teilnehmer
Folgende Mannschaften nahmen an der Schlussrunde teil:
- UB-68 Uummannaq
- Disko-76 Qeqertarsuaq
- Kâgssagssuk Maniitsoq
- NÛK
- K-33 Qaqortoq
- K-33 Qaqortoq II

## Modus
An der Schlussrunde nahmen in diesem Jahr wieder nur sechs Mannschaften teil. Der Modus entsprach vermutlich wieder dem der Vorjahre mit zwei Gruppen mit je drei Mannschaften. Allerdings sind keine Spielergebnisse überliefert.

## Ergebnisse
Das Spiel um Platz 5 fand offenbar zwischen K-33 Qaqortoq und Disko-76 Qeqertarsuaq statt und wurde von ersterem gewonnen.
Spiel um Platz 3
| Datum              |                       | Ergebnis |                 | Ort  |
| ------------------ | --------------------- | -------- | --------------- | ---- |
| 18. September 1986 | Kâgssagssuk Maniitsoq | ?:?      | UB-68 Uummannaq | Nuuk |

Finale
| Datum              |     | Ergebnis |                  | Ort  |
| ------------------ | --- | -------- | ---------------- | ---- |
| 18. September 1986 | NÛK | ?:?      | K-33 Qaqortoq II | Nuuk |